# Pridi Banomyong
Pridi Banomyong (Thai: ปรีดี พนมยงค์)  född 11 maj 1900, död 2 maj 1983, var en thailändsk politiker och professor. Han var premiärminister och högst statsman i Thailand, och hundraårsdagen för hans födelse firades av UNESCO år 2000.

## Utmärkelser
- Storkors av Hederslegionen
- Nio ädelstenars orden
- Chula Chom Klao-orden
- Vita elefantens orden
- Thailändska kronorden
- Tyska örnens orden
- Storkors av Leopoldorden
- Kommendör med stora korset av Vasaorden
- Riddare med storkors av Sankt Mikaels och Sankt Georgsorden
- Uppgående solens orden, första klass
- Storkorsriddare av Sankt Mauritius och Sankt Lazarusorden

[Redigera Wikidata]